# Светозар Милетић
Светозар Милетић (Мошорин, 22. фебруар 1826 — Вршац, 4. фебруар 1901) био је српски адвокат и политичар. Милетић је био градоначелник Новог Сада и један од најзначајнијих и најутицајнијих српских политичара у Аустроугарској друге половине XIX века. Био је председник Дружине за уједињење и ослобођење Србије са седиштем на Цетињу.

## Биографија
Светозар Милетић је рођен као најстарији од седморо деце, у сиромашној породици. Отац Симеон - Сима, чизмар, порекло води од Милете Завишића из Костајнице, а мајка Теодосија Тода Тодора, рођена Рајић, потиче из Баваништа. Бивши српски четовођа на турској граници, Милета Завишић се много замерио Турцима. Годинама је његова чета упадала на турску територију, где је нападала и пљачкала Турке. Зато се под старе дане са породицом склонио далеко од границе, у Бачку. Населио се у место Милетић (Рац-Милетић), да заметне траг пред Турцима, који су му главу тражили. Узели су касније Завишићи по свом домаћину "Милети", ново презиме Милетић. Милетин син Сима и унук Аврам су се бавили трговином; први у Каћу а други у Мошорину. Аврам се јавља и као виловачки учитељ 1785. године. Аврамов син Сима бавио се чизмарским занатом који је изучио у Новом Саду, код Бошњаковића. После вандровања скрасио се у Мошорину где је засновао породицу. У браку са Тодом Банаћанком изродили су седморо деце, од које је најстарије дете добило име Аврам, али је оно одмах промењено у Светозар.

## Школовање
Основну школу похађао је у родном месту и био "први ђак". Образовање је наставио у батаљонском средишту у Тителу, у немачкој школи. Отац га је одвео у Нови Сад да га упише на неки занат, али када су свратили код познаника земљака, десио се преокрет. Адвокат Арон Малетин када је видео школско сведочанство са одличним успехом из 17 предмета, убедио је Симу да одустане од плана. Уместо на занат, сина уписује у Српску православну велику гимназију у Новом Саду. У споменици њеној је остало забележено да је Светозар „најбољи ђак кога је гимназија икада имала“ (Јован Хаџић). Материјално су га током школовања помагали богати, угледни и племенити Срби. На молбу Милоша Светића, примао је 100 ф. годишње припомоћи од тадашњег вршачког владике Јосифа Рајачића.
По положеној матури, уписује се, 1844. године на Евангелистички лицеј у Пожуну (Братислава) где се укључује у рад српске ђачке дружине, која броји 40 чланова и која делује под утицајем свесловенских идеја. Они издају часопис Српски соко, у коме Милетић објављује своје прве књижевне и политичке текстове. Занесен панславизмом под утицајем Људевита Штура, свом имену додаје име Свеслав.

## Револуције
По окончању школовања, прелази на студије у Пешту, 1848. године, где га затиче почетак бурних догађаја – грађанских револуција које су те и наредне године потресле Европу. Његове колеге га оптужују да је велеиздајник који жели да доведе Русе у Угарску, а како се тих дана Србима не гарантује безбедност у Пешти и Будиму, Милетић се враћа у Шајкашку. Уз пут у сваком месту удара у сва црквена звона, и шири револуционарно расположење међу Србима.
Одмах по доласку одлази у Чуруг и Надаљ, где агитује против одласка Срба-Шајкаша на фронт у Италију. Народ га штити од хапшења, а он преко Сремских Карловаца одлази у Београд, где покушава да утиче на српску владу да крене у рат против Турака, те да тако започне опште српски устанак на Балкану. Српска влада, међутим, на ово није могла да пристане.

## Мајска скупштина
Милетић се враћа у Карловце где присуствује Мајској скупштини на којој је проглашена Српска Војводина, изабран српски војвода Стеван Шупљикац и извикан патријарх. Постаје члан Главног одбора, али га патријарх Рајачић шаље у Загреб, да заједно са Јованом Суботићем агитује код Хрвата за ствар Српске Војводине, желећи да га склони из центра збивања, због његовог радикалног националног става. Двомесечни боравак није наишао на разумевање и подршку Хрвата, а Милетић се враћа у Војводину. Потпуно разочаран, одлази у Мошорин и више се не укључује активно у политичка збивања.
Године 1849, одлази да настави студије, али у Беч, где успева да остане захваљујући више него издашној стипендији Михаила Обреновића. Студије окончава 1854. године када постаје доктор права. Потом једно време ради као судски пристав у Лугошу. Враћа се 1856. у Бачку, где је положио 24. јануара 1856. године адвокатски испит у Новом Саду и ту 1856-1857. године отворио адвокатску канцеларију у Дунавској улици. Ускоро заснива и породицу, а са адвокатуром завршава 1866. године.

## Политички живот
У политички живот враћа се серијом текстова у Србском дневнику у којима разматра ситуацију у тадашњој Европи, нарочито на Балкану, а највише пише о стању и перспективама српске нације, нарочито у Војводству Србији и Тамишком Банату, у шта је царском одлуком претворена Српска Војводина (и такво Војводство убрзо је укинуто и инкорпорирано у Угарску). Најзначајнији текст који се у том периоду појавио и који је унео преокрет у српску политику је објављен уочи Божића 1861. године, под једноставним називом На Туцин-дан 1860. Како је тада већ дошло до укидања Војводства, Милетић констатује да је „Војводство умрло, али да такво какво је било ником није требало“. Но, много важније је да је за Србе умрло нешто друго. Иако не наводи децидно шта, јасно је да је мислио на српску оданост Бечу и аустријском цару од кога су Срби очекивали потврде својих права и привилегија. Милетић се залаже за остварење Српске Војводине, али у много мањим границама (етнички примеренијим и сврсисходнијим) од Војводства. До Српске Војводине, по његовом мишљењу, не треба доћи „преко цара“, већ кроз сарадњу и договор са Мађарима. Овај текст је у прво време унео пометњу међу младе Србе, али га је потом, млада либерална српска грађанска интелигенција прихватила и у наредних десетак година, Срби настоје да ту сарадњу остваре. Међутим, када се Угарска нагодила са Аустријом, 1867. године, Мађари окрећу леђа Србима и започињу борбу против српских циљева. Од тада је Угарска за њега још већи противник од Аустрије. И бечки двор и угарска влада настојаће више пута да га политички, али и физички ликвидирају.
Милетић и на Црквено-народним саборима заступа идеје либералног грађанства. Често је говорио: „Ми смо Срби, али и грађани“. Идеали у јавном раду су му били слобода, независност и уједињење српског народа.

## Градоначелник
Дана 20. марта 1861. године постаје градоначелник Новог Сада, најмлађи у историји града.  Први сарадници у Магистрату били су му Александар Сандић, Јован Јовановић Змај и Јаша Игњатовић. Као градоначелник, Милетић проглашава српски језик званичним, укида немачку реалку, а залаже се за подизање здања Градске куће у српском делу Новог Сада. Иако је имао апсолутну подршку Магистрата, угарска влада га суспендује са овог места. Исте године приређује прославу 100. годишњице Саве Текелије, са изразито антиаустријским карактером. Те године он је и председник Српске читаонице, када се под њеним окриљем оснива Српско народно позориште. По други пут је биран за градоначелника 1867. године, али као и првог пута то је трајало кратко, (до смењивања) тек годину дана.

## Матица српска
Светозар Милетић је од 1861. године почасни члан Матице српске. Године 1864, Милетић је веома ангажован и код пресељења Матице српске из Пеште у Нови Сад. Постаје те 1864. године Светозар члан матичиног Књижевног одељења, па убрзо и њен потпредседник.

## Новине
Године 1866, покреће као власник и издавач, политичке новине Заставу – најзначајнији и најутицајнији лист код Срба у Аустро-угарској, он је са кратким прекидима, њен дугогодишњи уредник, али и аутор огромног броја непроцењиво вредних текстова.

## Странка
Године 1869, настаје, под његовим руководством и Српска народна слободоумна странка – први организовани национални покрет код Срба у Хабзбуршкој монархији. Иако је делокруг рада ове странке, односно националног покрета био превасходно усмерен ка Србима у Монархији, она се, у добром делу свог програма (донетог тек 1869) бави и опште националном проблематиком, те је на известан начин и национални програм.

## Посланик
Милетић је посланик и на угарском и на хрватском сабору, један је од организатора прве скупштине Уједињене омладине српске – прве свесрпске политичке организације, а касније ће се ангажовати и на оснивању Дружине за ослобођење и уједињење српско. Од маја 1867. поново је на челу новосадског Магистрата, а тада су му најближи сарадници Лаза Костић и Коста Трифковић. Милетић је поново у борби са угарским властима. У време овог мандата, његовом заслугом, боје српске тробојке постају званичне боје града Новог Сада, а како је наставио са напорима да Градску кућу подигне у српском крају и постао озбиљна сметња властима, суспендован је после годину дана, а убрзо и ухапшен и на једном монтираном процесу осуђен на годину дана затвора. Биран је неколико пута за народног посланика у Угарском сабору: 1865 (заступао Бечејски срез), 1869, 1872, 1875. (трипут Башаидски срез) и 1881. године (заступао Шајкашку). Активан је дуго у сазивима Српског црквено-народног сабора у Карловцима: 1864. (заступао Кулпин), 1868. (Нови Сад), 1869. (Бечеј и Оточац), 1872. (Нови Сад), 1875. (Шајкашка) и 1881. године (Нови Сад).

## Затвор
Први пут је Милетић био затворен 1870/1871. године, пуних годину дана; од октобра до октобра. По повратку из вацке тамнице дочекан је врло свечано у свим српским срединама, а говор на дочеку је одржала Софија Пасковић. Али док је био у затвору, српска политичка сцена почиње да се раслојава. Говорено му је да ће остати сам, ако не направи неки компромис, а он је одговарао: „Сам сам и почео“. Популарност му је на врхунцу у време када је изашао из затвора и где год се појави приређују му се велике манифестације, што доводи до очаја угарску владу. Сви српски погледи били су уперени ка њему, а Змај је говорио: „Диж`те децу из колевке да запамте његов лик!“
Своју активност проширује и на друге крајеве где живе Срби, нарочито у време устанка у Херцеговини. Овај пут, угарска влада је решила да му трајно стане на пут.
Али већ од другог пострадања 1876. године, било је другачије. Осуђен је 1878. године на пет година робије. Према свједочанству Милетићеве кћери које је записао Јован Јовановић Змај, државни тужилас у процесу био је Васа Поповић, судио му је судија Јерковић а ухапсио га је шеф полиције Маша Манојловић. Чамио је неколико година у тамници, док није пуштен на слободу 15. новембра 1879. Српски црквено-народни сабор тражио је да буде Милетић ослобођен. Овог пута српски вођ је по изласку био сломљен.

## Болест
Дана 5. јула 1876. године ухапшен је у свом стану у Новом Саду, а потом, у још једном монтираном процесу, осуђен на 6 година робије. У затвору је малтретиран и физички и психички, сарадници су га напустили, а уз друге проблеме које је имао, почиње и психички да побољева. Изашао је из Вацке тамнице „осамљен и болестан”. Боловао је од 1879. године па до повратка из Будимпеште 1890. године — као опорављен. Први пут је то било 1882. па опет 1884. године, са све озбиљнијим поремећајима. По изласку из затвора, неко време је изгледало да му се стање поправило, али болест се затим вратила 1892. године у још жешћем облику. До краја живота се није опоравио и више се није укључивао у политички живот. Лазар Томановић је записао да је Милетић био мученик српског народа, да је због тамновања нарушио своје телесно (ишијас) и духовно здравље и да свакодневно пропада. При изласку из затвора, са 54 године, изгледао је као старац од 70 година. Томановић је жалио што није могао да га посети у Бечком предграђу, где се лечио 1883. године, приликом ископавања костију Бранка Радичевића.
Преселио се 1896. године код сина, Славка Милетића „практичног” лекара у Вршцу, где је мирно провео последње године живота. Умро је у Вршцу, 4. фебруара 1901. године у 75. години живота, а сахрањен на Успенском гробљу у Новом Саду.
Светозар је био ожењен Анком рођеном Милутиновић († 1925), а имали су у браку двоје деце: сина др Славка Милетића лекара у Вршцу, министра народног здравља у више влада 1920–27, и кћерку Милицу Томић, удату за политичара и новинара Јашу Томића, у Новом Саду.
Његов синовац, син млађег му брата Ђорђа (Георгија), је бугарски филолог Љубомир Милетић.

## Наслеђе
У Ковачици у гимназијском парку, постављен је 1923. године споменик Светозару Милетићу, заслугом среског начелника и тамошње читаонице. По њему је названа ОШ „Светозар Милетић” Земун.
У Новом Саду на Тргу слободе испред Градске куће је 1939. године откривен споменик Светозару Милетићу, који представља непокретно културно добро као споменик културе од великог значаја. На тадашњем Тргу ослобођења је одржана велика свечаност уз присуство високих званица, бројних делегација и грађана.
У 2020. је снимљен филм о животу Светозара Милетића Име народа, у режији Дарка Бајића.